# Гошня-Ординацька
Гошня-Ординацька (пол. Hosznia Ordynacka) — село в Польщі, у гміні Горай Білґорайського повіту Люблінського воєводства.
Населення — 322 особи (2011).
У 1975-1998 роках село належало до Замойського воєводства.

## Демографія
Демографічна структура станом на 31 березня 2011 року:
|          | Загалом | Допрацездатний вік | Працездатний вік | Постпрацездатний вік |
| -------- | ------- | ------------------ | ---------------- | -------------------- |
| Чоловіки | 162     | 28                 | 106              | 28                   |
| Жінки    | 160     | 25                 | 82               | 53                   |
| Разом    | 322     | 53                 | 188              | 81                   |